# فالواترا
فالواترا (به ایتالیایی: Falvaterra) یک کومونه در ایتالیا است که در استان فروزینونه واقع شده‌است.

## خصوصیات
فالواترا ۱۲٫۸ کیلومترمربع مساحت و ۶۰۷ نفر جمعیت دارد و ۲۷۹ متر بالاتر از سطح دریا واقع شده‌است.